# Quaëdypre
Quaëdypre là một xã ở trong tỉnh Nord ở miền bắc nước Pháp. Xã này có diện tích 18,7 kilômét vuông, dân số năm 1999 là 1158 người. Xã nằm ở khu vực có độ cao trung bình 31 mét trên mực nước biển.

## Points of interest
- Jardin botanique du Val d'Yser